# Plattsburgh (pueblo)
Plattsburgh es un pueblo ubicado en el condado de Clinton en el estado estadounidense de Nueva York. En el año 2000 tenía una población de 11.190 habitantes y una densidad poblacional de 94.6 personas por km².

## Geografía
Plattsburgh se encuentra ubicado en las coordenadas 44°41′17″N 73°29′44″O / 44.68806, -73.49556.

## Demografía
Según la Oficina del Censo en 2000 los ingresos medios por hogar en la localidad eran de $41,713, y los ingresos medios por familia eran $50,277. Los hombres tenían unos ingresos medios de $36,542 frente a los $25,565 para las mujeres. La renta per cápita para la localidad era de $19,385. Alrededor del 11.9% de la población estaban por debajo del umbral de pobreza.